# Raduša (sommet)
Pour les articles homonymes, voir Raduša.
Le mont Raduša fait partie d'une chaîne montagneuse de Bosnie-Herzégovine, dans les Alpes dinariques.

## Géographie

### Topographie
La chaîne s'étend sur la rive gauche du Vrbas, à l'ouest de son cours supérieur, et s'étend entre Jajce et Prozor-Rama. Le Raduša marque la limite entre la fertile Bosnie au nord et la karstique Herzégovine au sud. Il est situé entre le Vukovsko polje au nord, le col de Zahum (1 224 m), le bassin de la Rama et son lac artificiel au sud, le mont Stozer (1 758 m) à l'est et le col de Makjen (1 123 m) à l'ouest. Il culmine à 1 956 mètres d'altitude au pic Idovac.

### Faune et flore
Ces montagnes, peu fréquentées, sont très densément boisées et abritent les ours bruns parmi les plus gros d'Europe.

## Histoire
Les plus anciennes traces de vie humaine de la région ont été découvertes au pied du mont Raduša, près de la source de la Rama. Elles remontent au Paléolithique. D'anciens campements des époques illyriennes et romaines ont également été mis au jour. Plus tard, la région a été le cœur de l'état médiéval bosniaque.
Certains sentiers au travers de la montagne correspondent à d'anciennes « routes du tabac » utilisées par des contrebandiers de l'Herzégovine en direction du nord.
Pendant la Seconde Guerre mondiale, au début de l'année 1943, les Partisans ont entrepris une offensive dans la vallée de la Rama dans le but de traverser la ligne de chemin de fer Sarajevo-Mostar. Le mont Raduša servait alors de point d'observation. Le plus grand front des Balkans s'est alors ouvert dans la région, opposant les partisans aux forces combinées allemandes, italiennes, oustachis et tchetniks.
Dans les années 1970, un groupe d'insurgés du mouvement printemps croate, plus tard connu sous le nom de « groupe Bugojno », traverse illégalement la frontière entre l'Autriche et la Yougoslavie (actuellement la Slovénie) dans le but d'alimenter la rébellion contre le gouvernement communiste. Une chasse à l'homme impliquant 30 000 policiers et militaires est organisée. Le groupe est finalement exterminé un mois plus tard au mont Raduša et une nouvelle politique de défense intérieure (teritorijalna obrana) est mise en place.
Dans les années 1980, le lac Rama devient une représentation populaire sur les peintures et les photographies. Plusieurs de ces œuvres d'art font figurer le mont Raduša en toile de fond.

## Randonnée
L'ascension est réalisable en trois heures environ par le col de Zahum, le long du versant méridional de l'Idovac, en empruntant un sentier relativement mal balisé.